# كريس سونونو
كريس سونونو (بالإنجليزية: Chris Sununu) هو سياسي أمريكي عضو في الحزب الجمهوري ولد في 5 نوفمبر 1974،يشغل حالياً منصب حاكم ولاية نيوهامبشير.